# Expedición Palliser
La Expedición Británica de Exploración de América del Norte (del inglés: British North American Exploring Expedition), habitualmente conocida como Expedición Palliser, fue una expedición oficial británica que, desde 1857 a 1860, exploró y reconoció las abiertas praderas y los agrestes desiertos del oeste de Canadá con el propósito de delimitar la frontera con los Estados Unidos y explorar posibles vías para la construcción de la Canadian Pacific Railway. La expedición fue dirigida por John Palliser y descubrió nuevas especies de plantas.

## Los participantes
El grupo estaba formado por:
- John Palliser (1817–87), geógrafo;
- James Hector (1834–1907), geólogo, naturalista y cirujano;
- Eugène Bourgeau (1813–1877), botánico;
- Thomas Blakiston (1832–91), observador magnético;
- John W. Sullivan, matemático y observador de sextante.

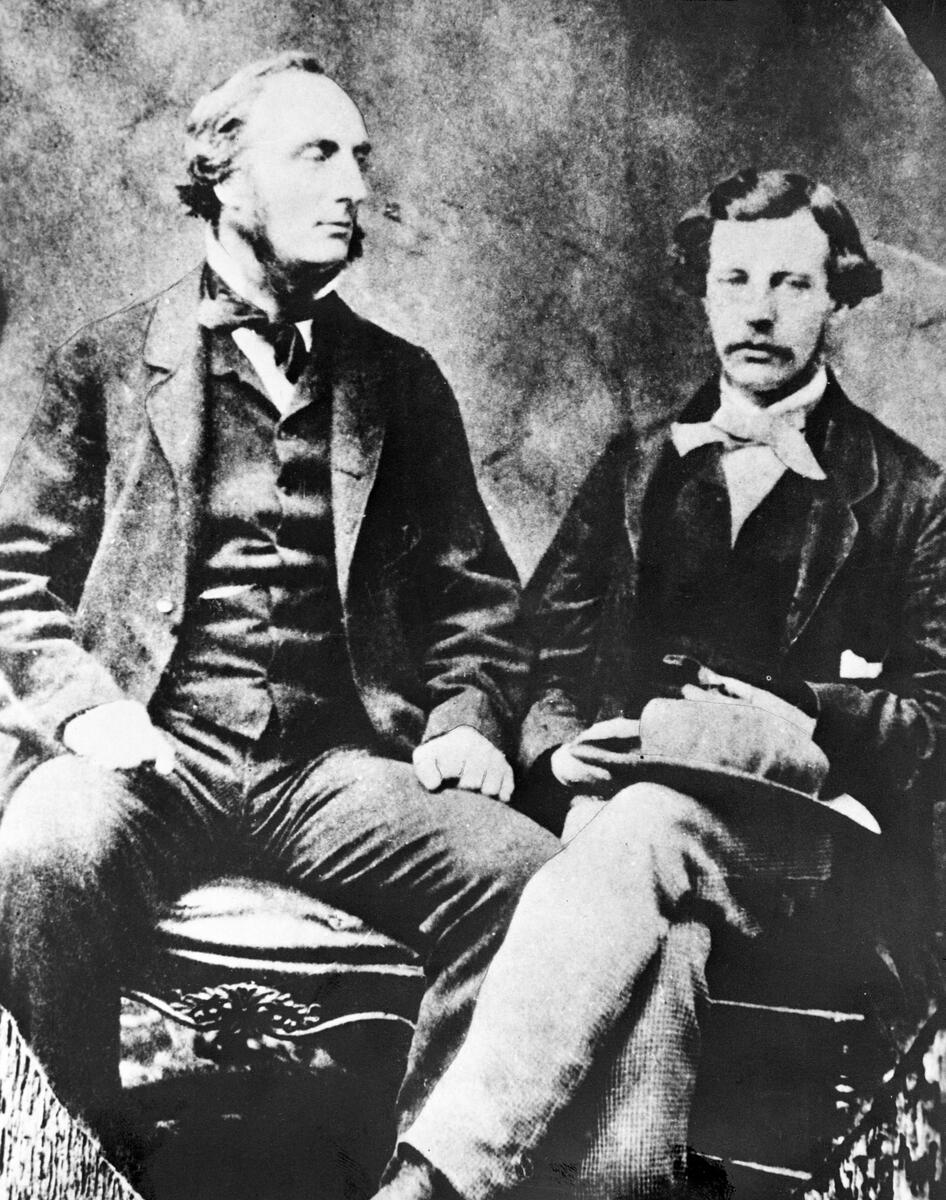
El capitán John Palliser y James Hector
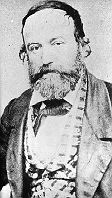
Eugène Bourgeau
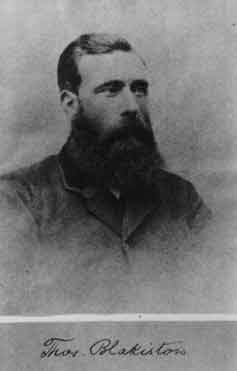
Thomas Wright Blakiston

## Rutas de la expedición
Palliser, Hector, Bourgeau y Sullivan se embarcaron para Nueva York el 16 de mayo de 1857.

### 1857
Salieron de Sault Ste Marie en un buque de vapor atravesando el lago Superior. El 12 de junio, continuaron en canoas desde la Isla Royale hasta Lower Fort Garry, en la actual provincia canadiense de Manitoba. La expedición continuó con caballos y carros, con los suministros realizados por la Hudson's Bay Company. Continuaron a través del río Rojo del Norte y a través de las praderas y se reunieron con Charles W. Iddings, un agrimensor estadounidense, siguiendo la frontera con Estados Unidos. La expedición continuó a través de Turtle Mountain, Fort Ellice, Roche Percée y siguiendo el río Saskatchewan Sur hasta Fort Carlton. Luego siguieron a lo largo del río Saskatchewan Norte, donde pasaron el invierno de 1857-1858.

### 1858
En la primavera se dirigieron hacia el oeste, y buscaron los pasos de montaña al oeste de la moderna Irricana. Palliser y Sullivan cartografiaron el paso Kananaskis Norte y el paso Kootenay Norte (un paso a 1775 m de altitud que cruza las montañas Selkirk) antes de regresar a Fort Edmonton para pasar el invierno. Hector cruzó el paso Vermilion (1680 m) y el paso Kicking Horse (1627 m). Durante el invierno, Palliser, el capitán Arthur Brisco y William Roland Mitchell fueron al sur a Rocky Mountain House para encontrarse con los indios pies negros y los Peigan Norte.

### 1859
En 1859, la expedición cartografió la confluencia de los ríos Red Deer y Saskatchewan Sur, así como las Cypress Hills, antes de volver otra vez al oeste. Hector cruzó las Montañas Rocosas a través del paso Howse (1539 m), y trató sin éxito llegar a la costa del Pacífico. Palliser y Sullivan cruzaron las montañas por el paso Kootenay Norte y continuaron por el río Kootenay hasta Fort Colvile, que por entonces estaba en suelo estadounidense como resultado del Tratado de Oregón de 1846 y la fijación de la frontera en el paralelo 49ºN.
Sullivan siguió luego explorando el río Columbia y sus afluentes llegando al oeste hasta el valle Okanogan, mientras que Palliser cruzó por tierra hasta Midway (BC). Incapaces de encontrar pasos hacia el Pacífico al norte del paralelo 49ºN, se reunieron con Héctor en Fort Colville. A partir de ahí, viajaron 598 millas río abajo en el río Columbia hasta Fort Vancouver y la costa del Pacífico, y luego al norte hasta Fort Victoria]. La expedición regresó a la costa este en barco a través de San Francisco y Panamá (donde tuvieron que ir por tierra para embarcar para viajar en el Atlántico), y llegar de nuevo a Montreal. Desde ahí partieron finalmente de regreso a Liverpool.

## Conclusiones
Después de más de tres años de publicar detalles de la expedición, Palliser presentó su informe al Parlamento británico en el año 1863. En 1865 se publicó un completo mapa de las regiones reconocidas. El Triángulo Palliser fue explorado por primera vez por esta expedición e informó de que esta región era demasiado árida para la agricultura, un hallazgo que fue rebatido más tarde por muchos funcionarios, en detrimento de aquellos que habían tratado de cultivar allí.
La expedición recogió y archivó datos astronómicos, meteorológicos, geológicos y magnéticos, describió la fauna y flora de las tierras cruzadas, así como consideraciones relativas a los asentamientos y el transporte. Llegaron a la conclusión de que el transporte por territorio estadounidense era más factible. Si bien encontraron varios pasos adecuados para el cruce de las Montañas Rocosas, ellos regresaron por las montañas más al oeste.